# Valentina Aniballi
Valentina Aniballi (Rieti, 19 aprile 1984) è una discobola italiana, che ha rappresentato l’Italia agli Europei di Zurigo 2014 e Amsterdam 2016 ed è stata finalista ai Mondiali allieve di Debrecen 2001, agli Europei juniores di Tampere 2003, ai Giochi del Mediterraneo di Pescara 2009 ed alle Universiadi di Bangkok 2007 e Belgrado 2009.

## Biografia

### Gli inizi con le prime rassegne internazionali giovanili, i primi titoli italiani di categoria e l’ingresso nell’Esercito
Cresciuta nell'Atletica Studentesca Cariri di Rieti, sua città natale, ha ottenuto un settimo posto in Ungheria ai Mondiali allievi di Debrecen 2001 (anno nel quale ha vinto il titolo italiano allieve).
Nel 2002 è stata vicecampionessa juniores ai campionati italiani invernali di lanci e medaglia di bronzo ai nazionali under 20 (nella stagione indoor, ha chiuso quinta nel peso agli italiani juniores al coperto).
Il 2003 l’ha vista vincere quattro medaglie ai campionati italiani giovanili con due titoli: oro sia agli invernali lanci juniores che ai nazionali under 20 (bronzo nel peso), argento sempre nel peso agli italiani juniores indoor.
È stata allenata da Antonio Boncompagni ed ha raggiunto l'undicesimo posto in Estonia agli Europei juniores di Tampere nel 2003 e il sedicesimo ad Erfurt in Germania agli Europei under 23 nel 2005.
Nello stesso anno è stata tesserata dal Centro Sportivo Esercito ed ha cambiato allenatore passando sotto la guida di Roberto Casciani.
Durante il triennio nella categoria promesse 2004-2005-2006, ha vinto sette medaglie ai campionati italiani giovanili con cinque titoli: oro agli italiani under 23 ed argento agli invernali di lanci promesse (‘04); oro sia agli invernali di lanci promesse con quarto posto assoluto che agli italiani under 23 e bronzo ai nazionali universitari (‘05), oro sia agli invernali di lanci promesse, con quarto posto assoluto, che agli italiani under 23 ed infine quinta posizione agli assoluti di Torino (‘06).

### 2007-2009: i titoli nazionali universitari, l’esordio con la Nazionale assoluta, le due Universiadi e i Giochi del Mediterraneo
È passata alla categoria senior nel 2007 dopo aver vinto 8 titoli italiani giovanili. In quell'anno è stata nell’ordine bronzo agli italiani invernali di lanci, campionessa nazionale universitaria e vicecampionessa italiana assoluta a Padova con il nuovo personale di 56,36 m. Grazie a quella prestazione ha partecipato in Thailandia alle Universiadi di Bangkok arrivando sesta.
Nel 2008 è arrivata nuovamente seconda agli assoluti di Cagliari; è stata inoltre campionessa nazionale universitaria e medaglia di bronzo agli invernali di lanci.
Nel 2009 ha portato il proprio personale a 57,54 m ed ha partecipato con la Nazionale assoluta sia alla Coppa Europa invernale di lanci a Los Realejos in Spagna (esordio per lei con la rappresentativa seniores e 16º posto) che in Italia ai Giochi del Mediterraneo di Pescara dove ha ottenuto il quinto posto. Nel luglio dello stesso anno ha preso parte alle Universiadi di Belgrado (Serbia) arrivando undicesima; in Italia invece è stata argento agli invernali di lanci e bronzo agli assoluti di Milano.

### 2010-2013: i primi titoli italiani assoluti
Durante il triennio 2010-2011-2012 vince cinque medaglie ai vari campionati italiani: oro universitario ed argento assoluto sia agli invernali di lanci che agli assoluti di Grosseto (‘10); doppio argento agli assoluti, invernali ed assoluti di Torino (’11); finalista agli invernali di lanci dove è stata quinta ed agli assoluti di Bressanone chiusi al quarto posto (‘12).
Nel 2013 ha vinto i suoi primi due titoli italiani assoluti, quello invernale a Lucca e quello assoluto a Milano con la misura di 56,10 m. Ha preso parte in Gran Bretagna all'Europeo per nazioni di Gateshead dove si è piazzata nona.

### 2014-2017: gli Europei di Zurigo 2014 ed Amsterdam 2016, gli altri titoli italiani assoluti
Nel 2014 ha conseguito il suo terzo titolo italiano assoluto a Rovereto, dopo l’argento vinto agli invernali di lanci.
In ambito internazionale è stata decima sia nella Coppa Europa invernale di lanci a Leiria (Portogallo) che all’Europeo per nazioni di Braunschweig in Germania.
Nell'agosto dello stesso anno, dopo aver partecipato in Svizzera agli Europei di Zurigo arrivando tredicesima in qualificazione (la prima delle escluse dalla finale), si è sposata con Mattia Ficorilli a Rieti il 23 agosto.
L'anno successivo ha migliorato il proprio personale portandolo a 58,55 m, misura che ne fa la sesta discobola italiana di ogni tempo. Sempre nel 2015 partecipa sia alla Coppa Europa di specialità a Leiria (Portogallo) finendo in quindicesima posizione e poi all’Europeo per nazioni di Čeboksary in Russia dove conclude al nono posto. In Italia è stata vicecampionessa assoluta sia agli invernali di lanci che agli assoluti di Torino. 
Nel 2016 si è confermata ai vertici della specialità arrivando seconda ai campionati italiani assoluti di Rieti (dopo il bronzo agli invernali di lanci) e partecipando nei Paesi Bassi agli Europei di Amsterdam dove non è andata oltre il 25º posto.
Ha aperto la stagione 2017 con la miglior misura invernale in carriera, 56,20 m, vincendo poi nel mese di febbraio gli italiani assoluti invernali di Rieti.
Il 12 marzo ha gareggiato nella Coppa Europa invernale di lanci svoltasi in Spagna a Las Palmas de Gran Canaria concludendo in 11ª posizione.
Si allena con Stefania Strumillo entrambe seguite dal tecnico Roberto Casciani.
Come grado militare è Caporal maggiore scelto.

## Progressione

### Lancio del disco
| Stagione | Misura  | Luogo     | Data      | Rank. Mond. |
| -------- | ------- | --------- | --------- | ----------- |
| 2021     | 55,39 m | Roma      | 25-4-2021 | -           |
| 2020     | 53,16 m | Rieti     | 5-7-2020  | -           |
| 2018     | 59,12 m | Tarquinia | 13-6-2018 | -           |
| 2017     | 58,05 m | Rieti     | 14-6-2017 | -           |
| 2016     | 56,80 m | Tarquinia | 25-5-2016 | -           |
| 2015     | 58,55 m | Tarquinia | 21-5-2015 | -           |
| 2014     | 57,32 m | Tarquinia | 11-6-2014 | -           |
| 2013     | 57,73 m | Tarquinia | 4-6-2013  | -           |
| 2012     | 53,56 m | Terni     | 15-9-2012 | -           |
| 2011     | 53,46 m | Roma      | 10-7-2011 | -           |
| 2010     | 54,41 m | Ostia     | 11-9-2010 | -           |
| 2009     | 57,51 m | Pescara   | 24-5-2009 | -           |
| 2008     | 56,13 m | Tarquinia | 31-5-2008 | -           |
| 2007     | 56,36 m | Padova    | 27-7-2007 | -           |
| 2006     | 53,22 m | Rieti     | 22-7-2006 | -           |
| 2005     | 51,73 m | Rieti     | 25-5-2005 | -           |
| 2004     | 50,24 m | Rieti     | 6-6-2004  | -           |
| 2003     | 49,59 m | Rieti     | 11-6-2003 | -           |
| 2002     | 45,94 m | Gorizia   | 6-7-2002  | -           |
| 2001     | 44,43 m | Debrecen  | 12-7-2001 | -           |

## Palmares
| Anno | Manifestazione          | Sede      | Evento           | Risultato | Misura  | Note   |
| ---- | ----------------------- | --------- | ---------------- | --------- | ------- | ------ |
| 2001 | Mondiali allieve        | Debrecen  | Lancio del disco | 7ª        | 43,58 m | [ 5 ]  |
| 2003 | Europei juniores        | Tampere   | Lancio del disco | 11ª       | 45,84 m | [ 6 ]  |
| 2005 | Europei under 23        | Erfurt    | Lancio del disco | 16ª       | 48,87 m | [ 7 ]  |
| 2007 | Universiadi             | Bangkok   | Lancio del disco | 6ª        | 52,49 m | [ 8 ]  |
| 2009 | Giochi del Mediterraneo | Pescara   | Lancio del disco | 5ª        | 53,80 m | [ 9 ]  |
| 2009 | Universiadi             | Belgrado  | Lancio del disco | 11ª       | 51,61 m | [ 10 ] |
| 2014 | Europei                 | Zurigo    | Lancio del disco | 13ª (q)   | 53,60 m | [ 11 ] |
| 2016 | Europei                 | Amsterdam | Lancio del disco | 25ª (q)   | 51,66 m | [ 12 ] |
| 2018 | Giochi del Mediterraneo | Tarragona | Lancio del disco | 6ª        | 57,15 m |        |
| 2018 | Europei                 | Berlino   | Lancio del disco | 17ª (q)   | 55,06 m |        |

## Campionati nazionali
- 2 volte campionessa assoluta nel lancio del disco (2013, 2014)
- 2 volte campionessa assoluta agli invernali di lanci nel lancio del disco (2013, 2017)
- 3 volte campionessa universitaria nel lancio del disco (2007, 2008, 2010)
- 3 volte campionessa promesse nel lancio del disco (2004, 2005, 2006)
- 2 volte campionessa promesse agli invernali di lanci nel lancio del disco (2005, 2006)
- 1 volta campionessa juniores nel lancio del disco (2003)
- 1 volta campionessa juniores agli invernali di lanci nel lancio del disco (2003)
- 1 volta campionessa allieve nel lancio del disco (2001)

2001
- Oro ai Campionati italiani allievi e allieve, (Fano), Lancio del disco - 42,41 m[13]

2002
- 5ª ai Campionati italiani allievi-juniores-promesse indoor, (Ancona), Getto del peso - 11,13 m[14]
- Argento ai Campionati italiani invernali di lanci, (Ascoli Piceno), Lancio del disco - 44,05 m (juniores)[15]
- Bronzo ai Campionati italiani juniores e promesse, (Milano), Lancio del disco - 42,66[16]

2003
- Argento ai Campionati italiani allievi-juniores-promesse indoor, (Ancona), Getto del peso - 11,72 m[17]
- Oro ai Campionati italiani invernali di lanci, (Gioia Tauro), Lancio del disco - 44,15 m (juniores)[18]
- Bronzo ai Campionati italiani juniores e promesse, (Grosseto), Getto del peso - 11,63 m[16]
- Oro ai Campionati italiani juniores e promesse, (Grosseto), Lancio del disco - 46,59 m[18]

2004
- Argento ai Campionati italiani invernali di lanci, (Ascoli Piceno), Lancio del disco - 44,68 m (promesse)[19]
- Oro ai Campionati italiani juniores e promesse, (Rieti), Lancio del disco - 50,24 m [20]

2005
- 4ª ai Campionati italiani invernali di lanci, (Vigna di Valle), Lancio del disco - 48,19 m (assolute)[21]
- Oro ai Campionati italiani invernali di lanci, (Vigna di Valle), Lancio del disco - 48,19 m (promesse)[22]
- Bronzo ai Campionati nazionali universitari, (Catania), Lancio del disco - 43,79 m[23]
- Oro ai Campionati italiani juniores e promesse, (Grosseto), Lancio del disco - 48,47 m[21]

2006
- 4ª ai Campionati italiani invernali di lanci, (Ascoli Piceno, Lancio del disco - 46,21 m (assolute)[24]
- Oro ai Campionati italiani invernali di lanci, (Ascoli Piceno), Lancio del disco - 46,21 m (promesse)[25]
- Oro ai Campionati italiani juniores e promesse, (Rieti), Lancio del disco - 53,22 m[26]
- 5ª ai Campionati italiani assoluti, (Torino), Lancio del disco - 51,29 m[27]

2007
- Bronzo ai Campionati italiani invernali di lanci, (Bari), Lancio del disco - 54,23 m[28]
- Oro ai Campionati nazionali universitari, (Jesolo), Lancio del disco - 51,64 m[29]
- Argento ai Campionati italiani assoluti, (Padova), Lancio del disco - 56,36 m [30]

2008
- Bronzo ai Campionati italiani invernali di lanci, (San Benedetto del Tronto), Lancio del disco - 53,87 m[31]
- Oro ai Campionati nazionali universitari, (Pisa), Lancio del disco - 49,52 m[32]
- Argento ai Campionati italiani assoluti, (Cagliari), Lancio del disco - 56,02 m[33]

2009
- Argento ai Campionati italiani invernali di lanci, (Bari), Lancio del disco - 54,91 m[34]
- Bronzo ai Campionati italiani assoluti, (Milano), Lancio del disco - 52,08 m[35]

2010
- Argento ai Campionati italiani invernali di lanci, (San Benedetto del Tronto), Lancio del disco - 52,49 m[36]
- Oro ai Campionati nazionali universitari, (Campobasso), Lancio del disco - 51,58 m[37]
- Argento ai Campionati italiani assoluti, (Grosseto), Lancio del disco - 53,76 m[38]

2011
- Argento ai Campionati italiani invernali di lanci, (Viterbo), Lancio del disco - 50,08 m[39]
- Argento ai Campionati italiani assoluti, (Torino), Lancio del disco - 52,45 m[40]

2012
- 5ª ai Campionati italiani invernali di lanci, (Lucca), Lancio del disco - 49,47 m[41]
- 4ª ai Campionati italiani assoluti, (Bressanone), Lancio del disco - 50,86 m[42]

2013
- Oro ai Campionati italiani invernali di lanci, (Lucca), Lancio del disco - 52,68 m[43]
- Oro ai Campionati italiani assoluti, (Milano), Lancio del disco - 56,10 m[44]

2014
- Argento ai Campionati italiani invernali di lanci, (Lucca), Lancio del disco - 53,47 m[45]
- Oro ai Campionati italiani assoluti, (Rovereto), Lancio del disco - 55,54 m[46]

2015
- Argento ai Campionati italiani invernali di lanci, (Lucca), Lancio del disco - 54,32 m[47]
- Argento ai Campionati italiani assoluti, (Torino), Lancio del disco - 56,35 m[48]

2016
- Bronzo ai Campionati italiani invernali di lanci, (Lucca), Lancio del disco - 51,96 m[49]
- Argento ai Campionati italiani assoluti, (Rieti), Lancio del disco - 53,60 m[50]

2017
- Argento ai campionati italiani assoluti, lancio del disco - 54,46 m
- Oro ai campionati italiani invernali di lanci, (Rieti), lancio del disco - 52,92 m[51]

2021
- Bronzo ai campionati italiani assoluti, lancio del disco - 52,42 m

## Altre competizioni internazionali
2002
- Argento nell'Incontro internazionale juniores, ( Gorizia), Lancio del disco - 45,94 m[52]
- Oro nella Coppa dei Campioni juniores per club, ( Copenaghen), Lancio del disco - 42,85 m[53]

2004
- 4ª nell'Incontro internazionale under 23, ( Manchester), Lancio del disco - 48,74 m[54]

2006
- 4ª nell'Incontro internazionale di lanci lunghi, ( Tolosa), Lancio del disco - 46,35 m[55]
- 8ª nel Meeting Internazionale Città di Rieti, ( Rieti), Lancio del disco - 58,53 m[56]

2009
- 16ª nella Coppa Europa invernale di lanci, ( Los Realejos), Lancio del disco - 53,89 m[9]
- Bronzo nella Coppa dei Campioni per club, ( Castéllon), Lancio del disco - 54,87 m[57]
- 8ª nel Meeting Internazionale Città di Rieti, ( Rieti), Lancio del disco - 48,47 m[58]

2011
- Bronzo nella Coppa dei Campioni per club, ( Vila Real de Santo António), Lancio del disco - 51,88 m[59]

2012
- 4ª nella Coppa dei Campioni per club, ( Vila Real de Santo António), Lancio del disco - 52,67 m[60]
- 7ª nella Coppa dei Campioni per club, ( Vila Real de Santo António), Lancio del giavellotto - 36,67 m[61]

2013
- 9ª all'Europeo per nazioni, ( Gateshead), Lancio del disco - 54,09 m[62]
- 8ª nel Meeting Internazionale Città di Rieti, ( Rieti), Lancio del disco - 55,79 m[63]

2014
- 10ª nella Coppa Europa invernale di lanci, ( Leiria), Lancio del disco - 55,00 m[11]
- 10ª all'Europeo per nazioni, ( Braunschweig), Lancio del disco - 50,91 m[11]

2015
- 15ª nella Coppa Europa invernale di lanci, ( Leiria), Lancio del disco - 55,00 m[64]
- 9ª all'Europeo per nazioni, ( Čeboksary), Lancio del disco - 52,79 m[65]

2017
- 11ª nella Coppa Europa invernale di lanci, ( Las Palmas de Gran Canaria), Lancio del disco - 52,89 m[66]